# 무탐바 카봉고
무탐바 카봉고(Mutamba Kabongo, 1972년 12월 9일 ~ )는 흔히 무탐바(Mutamba)라는 이름으로 알려져 있는 콩고 민주 공화국의 축구 선수로, 포지션은 수비수이다.

## 클럽 경력
1997년-2000년 대한민국 K리그 클럽인 안양 LG 치타스 (현 FC 서울) 소속으로 활약하였다.